# クリスザブレイヴ
クリスザブレイヴ（欧字名:Kris the Brave、1994年2月18日 - ）は、日本の競走馬、日本および中華人民共和国の種牡馬。主な勝ち鞍に2001年の富士ステークス。
大種牡馬ノーザンテースト産駒の活躍馬としては最後期にあたり、ノーザンテースト最後の大物と言われた。

## 戦績
1996年10月の新馬戦でデビュー。後のフェアリーステークス優勝馬で、ヒシアマゾンの半妹であるヒシナイルを相手に3馬身半差で快勝している。続く百日草特別にも勝利し、一躍注目株となる。ノーザンテースト最後の大物というフレーズが使われ始めたのもこの頃である。朝日杯3歳ステークスでは1番人気に支持されたが、15着と大敗。その後骨折が判明し、長期休養に入った。約1年後の1998年5月に復帰するものの、2戦走ったところで再び脚部不安を発症、再度の休養を余儀なくされる。
1年後の1999年6月に復帰。復帰初戦こそ3着に敗れるが、その後4連勝。3連勝目のニューマーケットカップでは中山競馬場芝2000mのレコードタイムを記録している。次走天皇賞（秋）で約3年振りにGIに挑戦するが16着と大敗。その後はオープン特別を2勝、中山金杯でも3着と好走していたが、中山記念6着の後今度は屈腱炎を発症、3度目の長期休養を強いられることとなった。
前走から1年半後の2001年8月の関屋記念で復帰。9頭立ての8番人気と人気はなかったが、マグナーテンの2着と好走した。続く京成杯オータムハンデキャップでもゼンノエルシドの2着に入り、さらに富士ステークスではマグナーテンやダイタクリーヴァを下して初重賞制覇を成し遂げた。この勝利により父ノーザンテーストは1977年産から1996年産まで20世代連続の産駒重賞制覇という快挙を達成している。また、これがノーザンテースト産駒の平地重賞最後の優勝である。その後マイルチャンピオンシップ8着の後、左前脚の屈腱炎が再発し、引退した。
デビューから引退まで約6年が経過したが、そのうち4年を故障による休養に費やしている。

## 競走成績
以下の内容は、netkeiba.com およびJBISサーチ に基づく。
| 年月日     | 競馬場 | 競走名            | 格       | 頭数 | 枠番 | 馬番 | オッズ （人気） | オッズ （人気） | 着順 | 騎手       | 斤量 （kg） | 距離（馬場）  | タイム （上り3F） | タイム 差 | 勝ち馬/（2着馬）       |
| ---------- | ------ | ----------------- | -------- | ---- | ---- | ---- | --------------- | --------------- | ---- | ---------- | ----------- | ------------- | ----------------- | --------- | ---------------------- |
| 1996.10.06 | 東京   | 3歳新馬           |          | 10   | 5    | 5    | 02.8            | 0（1人）        | 01着 | 大塚栄三郎 | 53          | 芝1600m（良） | 1:35.3 (35.9)     | -0.6      | （ヒシナイル）         |
| 0000.11.02 | 東京   | 百日草特別        | 500万下  | 12   | 6    | 7    | 02.2            | 0（1人）        | 01着 | 吉田豊     | 54          | 芝1800m（重） | 1:49.4 (37.3)     | -0.4      | （ストレラー）         |
| 0000.12.08 | 中山   | 朝日杯3歳S        | GI       | 16   | 5    | 10   | 03.6            | 0（1人）        | 15着 | 吉田豊     | 54          | 芝1600m（良） | 1:38.8 (40.8)     | -2.5      | マイネルマックス       |
| 1998.05.23 | 東京   | ビッグベン賞      | 900万下  | 10   | 2    | 2    | 01.6            | 0（1人）        | 02着 | 吉田豊     | 56          | 芝1400m（良） | 1:21.2 (34.2)     | -0.2      | コウチエラミー         |
| 0000.06.14 | 東京   | 4歳上900万下      |          | 18   | 8    | 16   | 01.7            | 0（1人）        | 18着 | 吉田豊     | 56          | 芝1600m（不） | 1:44.3 (43.1)     | -4.1      | ミリオンショー         |
| 1999.06.06 | 東京   | 4歳上500万下      |          | 18   | 7    | 14   | 02.0            | 0（1人）        | 03着 | 吉田豊     | 57          | 芝1400m（良） | 1:22.5 (36.0)     | -0.1      | アパッチトレイル       |
| 0000.07.17 | 新潟   | 石打特別          | 500万下  | 18   | 4    | 7    | 02.3            | 0（1人）        | 01着 | 吉田豊     | 57          | 芝1600m（良） | 1:32.4 (34.4)     | -0.2      | （シルクジュピター）   |
| 0000.08.08 | 新潟   | 佐渡S             | 900万下  | 11   | 6    | 7    | 01.5            | 0（1人）        | 01着 | 吉田豊     | 57          | 芝2000m（良） | 1:58.9 (35.3)     | -1.0      | （オースミジャイアン） |
| 0000.09.11 | 中山   | ニューマーケットC | 1600万下 | 13   | 7    | 11   | 01.5            | 0（1人）        | 01着 | 吉田豊     | 56          | 芝2000m（良） | 1:58.5 (35.1)     | -0.4      | （サイレントキラー）   |
| 0000.10.03 | 福島   | 福島民報杯        | OP       | 16   | 2    | 3    | 01.2            | 0（1人）        | 01着 | 吉田豊     | 56          | 芝2000m（良） | 1:59.5 (36.5)     | -0.2      | （テイエムトッキュー） |
| 0000.10.31 | 東京   | 天皇賞（秋）      | GI       | 17   | 7    | 13   | 11.7            | 0（7人）        | 16着 | 的場均     | 58          | 芝2000m（良） | 1:59.8 (37.0)     | -1.8      | スペシャルウィーク     |
| 0000.12.12 | 中山   | ディセンバーS     | OP       | 11   | 6    | 6    | 01.6            | 0（1人）        | 01着 | 吉田豊     | 56          | 芝2000m（良） | 2:01.0 (36.4)     | -0.3      | （プロモーション）     |
| 2000.01.05 | 中山   | 中山金杯          | GIII     | 13   | 5    | 7    | 02.1            | 0（1人）        | 03着 | 吉田豊     | 57          | 芝2000m（良） | 2:01.6 (36.2)     | -0.2      | ジョービッグバン       |
| 0000.02.05 | 東京   | 白富士S           | OP       | 11   | 6    | 7    | 01.5            | 0（1人）        | 01着 | 吉田豊     | 57          | 芝2000m（良） | 2:00.3 (35.1)     | -0.3      | （ビッグバイキング）   |
| 0000.02.27 | 中山   | 中山記念          | GII      | 14   | 2    | 2    | 02.2            | 0（1人）        | 06着 | 吉田豊     | 57          | 芝1800m（良） | 1:47.3 (37.2)     | -0.5      | ダイワテキサス         |
| 2001.08.05 | 新潟   | 関屋記念          | GIII     | 9    | 4    | 4    | 23.9            | 0（8人）        | 02着 | 吉田豊     | 56          | 芝1600m（良） | 1:32.2 (34.2)     | -0.4      | マグナーテン           |
| 0000.09.09 | 中山   | 京成杯AH          | GIII     | 11   | 6    | 7    | 03.0            | 0（2人）        | 02着 | 吉田豊     | 57          | 芝1600m（良） | 1:32.2 (35.4)     | -0.7      | ゼンノエルシド         |
| 0000.10.20 | 東京   | 富士S             | GIII     | 14   | 8    | 14   | 07.7            | 0（3人）        | 01着 | 吉田豊     | 56          | 芝1600m（良） | 1:33.2 (35.6)     | -0.3      | (ダイタクリーヴァ)     |
| 0000.11.18 | 京都   | マイルCS          | GI       | 18   | 6    | 12   | 12.9            | 0（6人）        | 08着 | 吉田豊     | 57          | 芝1600m（良） | 1:33.7 (34.9)     | -0.5      | ゼンノエルシド         |

## 引退後
引退後は北海道早来町の社台スタリオンステーションにて種牡馬となった。しかし活躍馬は出せず、2005年に種牡馬登録を抹消され中華人民共和国へ輸出された。総種付け数26に対し産まれたのは8頭で、受胎率は約30%と低かった。

## 血統表
| クリスザブレイヴの血統（ノーザンテースト系 / Lady Angela4×3=18.75%（父内）、Native Dancer4×5=9.38%） | クリスザブレイヴの血統（ノーザンテースト系 / Lady Angela4×3=18.75%（父内）、Native Dancer4×5=9.38%） | クリスザブレイヴの血統（ノーザンテースト系 / Lady Angela4×3=18.75%（父内）、Native Dancer4×5=9.38%） | （血統表の出典）                              | （血統表の出典） |
| 父系                                                                                                 | ノーザンテースト系                                                                                   | ノーザンテースト系                                                                                   | ノーザンテースト系                            | [ § 2 ]          |
| 父 *ノーザンテースト Northern Taste 1971 栗毛                                                        | 父の父Northern Dancer 1961 鹿毛                                                                      | Nearctic                                                                                             | Nearco                                        | Nearco           |
| 父 *ノーザンテースト Northern Taste 1971 栗毛                                                        | 父の父Northern Dancer 1961 鹿毛                                                                      | Nearctic                                                                                             | Lady Angela                                   |                  |
| 父 *ノーザンテースト Northern Taste 1971 栗毛                                                        | 父の父Northern Dancer 1961 鹿毛                                                                      | Natalma                                                                                              | Native Dancer                                 | Native Dancer    |
| 父 *ノーザンテースト Northern Taste 1971 栗毛                                                        | 父の父Northern Dancer 1961 鹿毛                                                                      | Natalma                                                                                              | Almahmoud                                     |                  |
| 父 *ノーザンテースト Northern Taste 1971 栗毛                                                        | 父の母Lady Victoria 1962 黒鹿毛                                                                      | Victoria Park                                                                                        | Chop Chop                                     | Chop Chop        |
| 父 *ノーザンテースト Northern Taste 1971 栗毛                                                        | 父の母Lady Victoria 1962 黒鹿毛                                                                      | Victoria Park                                                                                        | Victoriana                                    |                  |
| 父 *ノーザンテースト Northern Taste 1971 栗毛                                                        | 父の母Lady Victoria 1962 黒鹿毛                                                                      | Lady Angela                                                                                          | Hyperion                                      | Hyperion         |
| 父 *ノーザンテースト Northern Taste 1971 栗毛                                                        | 父の母Lady Victoria 1962 黒鹿毛                                                                      | Lady Angela                                                                                          | Sister Sarah                                  |                  |
| 母 *クリスザレディー Kris the Lady 1984 鹿毛                                                         | 母の父Kris 1976 栗毛                                                                                 | Sharpen Up                                                                                           | *エタン                                       | *エタン          |
| 母 *クリスザレディー Kris the Lady 1984 鹿毛                                                         | 母の父Kris 1976 栗毛                                                                                 | Sharpen Up                                                                                           | Rocchetta                                     |                  |
| 母 *クリスザレディー Kris the Lady 1984 鹿毛                                                         | 母の父Kris 1976 栗毛                                                                                 | Doubly Sure                                                                                          | Reliance                                      | Reliance         |
| 母 *クリスザレディー Kris the Lady 1984 鹿毛                                                         | 母の父Kris 1976 栗毛                                                                                 | Doubly Sure                                                                                          | Soft Angels                                   |                  |
| 母 *クリスザレディー Kris the Lady 1984 鹿毛                                                         | 母の母Azzurrina 1975                                                                                 | Knightly Manner                                                                                      | Round Table                                   | Round Table      |
| 母 *クリスザレディー Kris the Lady 1984 鹿毛                                                         | 母の母Azzurrina 1975                                                                                 | Knightly Manner                                                                                      | Courtesy                                      |                  |
| 母 *クリスザレディー Kris the Lady 1984 鹿毛                                                         | 母の母Azzurrina 1975                                                                                 | Floradora                                                                                            | French Beige                                  | French Beige     |
| 母 *クリスザレディー Kris the Lady 1984 鹿毛                                                         | 母の母Azzurrina 1975                                                                                 | Floradora                                                                                            | Street Singer                                 |                  |
| 母系(F-No.)                                                                                          | 13号族(FN:13-e)                                                                                      | 13号族(FN:13-e)                                                                                      | 13号族(FN:13-e)                               | [ § 3 ]          |
| 5代内の近親交配                                                                                      | Lady Angela4×3=18.75%、Native Dancer4×5=9.38%                                                        | Lady Angela4×3=18.75%、Native Dancer4×5=9.38%                                                        | Lady Angela4×3=18.75%、Native Dancer4×5=9.38% | [ § 4 ]          |
| 出典                                                                                                 | 1. 2. 3. 4.                                                                                          | 1. 2. 3. 4.                                                                                          | 1. 2. 3. 4.                                   | 1. 2. 3. 4.      |

- 半妹シルクスパークル（父フォーティナイナー）の産駒にオースミスパーク（小倉大賞典）。
- 半姉フサイチカツラ（父Sadler's Wells）の孫にマジックタイム（ダービー卿チャレンジトロフィー、ターコイズステークス）、ゲシュタルト（京都新聞杯）。